# زافن أندرياسيان
زافن أندرياسيان Zaven Andriasian لاعب شطرنج أرميني يحمل لقب أستاذ كبير.
- ولد في 11 مارس 1989.
- فاز ببطولة أوروبا للشطرنج للشباب تحت 16 سنة في عام 2005.
- فاز ببطولة العالم للشطرنج للشباب عام 2006.
- حصل على لقب أستاذ كبير عام 2006.
- فاز بكأس روسيا للشطرنج في نوفمبر 2010 بعد هزيمته أرتيوم تيموفييف.
- تشارك المركز الأول مع ألكسندر كوفشان وسبايك إرنست في مهرجان شطرنج غروننغن.
- فاز ببطولة أرمينيا للشطرنج عام 2016.
- بلغ تصنيف إيلو 2645 نقطة في مارس 2011.
- ألف كتاب «الفوز بالدفاع الصقلي تفريعة ناجدورف» عام 2013.

## وصلات خارجية
- زافن أندرياسيان على موقع الاتحاد الدولي للشطرنج (الإنجليزية)
- زافن أندرياسيان على موقع مباريات الشطرنج (الإنجليزية)
- زافن أندرياسيان على موقع 365Chess.com (الإنجليزية)
- زافن أندرياسيان على موقع Chesstempo.com (الإنجليزية)
- زافن أندرياسيان على موقع الاتحاد الأمريكي للشطرنج (الإنجليزية)